# Vagn Jacobsen
 Der er flere personer med dette navn, se Vagn Jacobsen (møbelsnedker).
Vagn Carl Jacobsen (født 14. september 1884 i København, død 24. maj 1931 i Usserød) var en dansk bryggeridirektør og museumsgrundlægger.
Han var søn af brygger Carl Jacobsen og Ottilia (født Stegman) og var i en årrække direktør for Carlsberg Bryggerierne. Bror til museumsdirektøren Helge Jacobsen.
Han var på studieophold i England, Skotland og USA 1902-04 og 1903-04 fik han bryggereksamen fra Wahl-Henius Institute i Chicago. 1904-05 var han brygmester i Nykøbing Falster, og 1905-07 var han igen på studieophold; denne gang i Tyskland og Østrig. Han fik eksamen fra Versuchs- und Lehranstalt i Berlin. 1907-11 var han direktør for bryggeriet Carlsminde i Nyborg, overinspektør på Carlsberg 1911 og direktør for Carlsberg fra 1914.
Han var stifter af Carlsberg Museet, medlem af bestyrelsen for Bryggeriforeningen, for Det Kongelige Danske Haveselskab, for Zoologisk Have. Han var formand for Dansk Lawn Tennis Forbund, Dybbøl Skanse Nævnet, kasserer for Pasteur Fonden, for Mindeparken Aarhus og for Sønderjysk Fond.
Vagn Jacobsen var Ridder af Dannebrog og Dannebrogsmand. Desuden ridder af Æreslegionen.
Han lod arkitekt Povl Baumann opføre Villa Svastika (efter Carlsbergs daværende logo) på Rungsted Strandvej i Rungsted til sig selv. Haven var anlagt af G.N. Brandt. Villaen blev revet ned i 1983.
Han blev gift 1. gang 2. oktober 1906 med Hansine Johanne Marie f. Christiansen (bedre kendt som Jo Jacobsen) og 2. gang 4. juli 1923 med Xenia B.S. f. Jacobsen, datter af forretningsfører Frederik Jacobsen.